# Medal Wojenny (Brazylia)
Medal Wojenny (port. Medalha de Guerra) – brazylijskie wojskowe odznaczenie, ustanowione 17 sierpnia 1944.
Medal ten przeznaczony jest dla wyróżniającego się w działaniu personelu brazylijskich wojsk lądowych w służbie czynnej, rezerwowej i w stanie spoczynku oraz osób cywilnych, które zasłużyły się w dowolnym charakterze odnoszącym się do wysiłku wojennego, przygotowania wojsk lub wykonywania misji specjalnych, a także żołnierzy za odbyte co najmniej cztery miesiące skutecznej służby w obronie wybrzeża i archipelagu Fernando de Noronha.
W brazylijskiej kolejności starszeństwa odznaczeń krzyż zajmuje miejsce bezpośrednio po marynarskim Medalu Służby Wojennej (bez gwiazdek), a przed lotniczym Medalem za Kampanię na Atlantyku Południowym.